# Frankenstraße 46 (Stralsund)

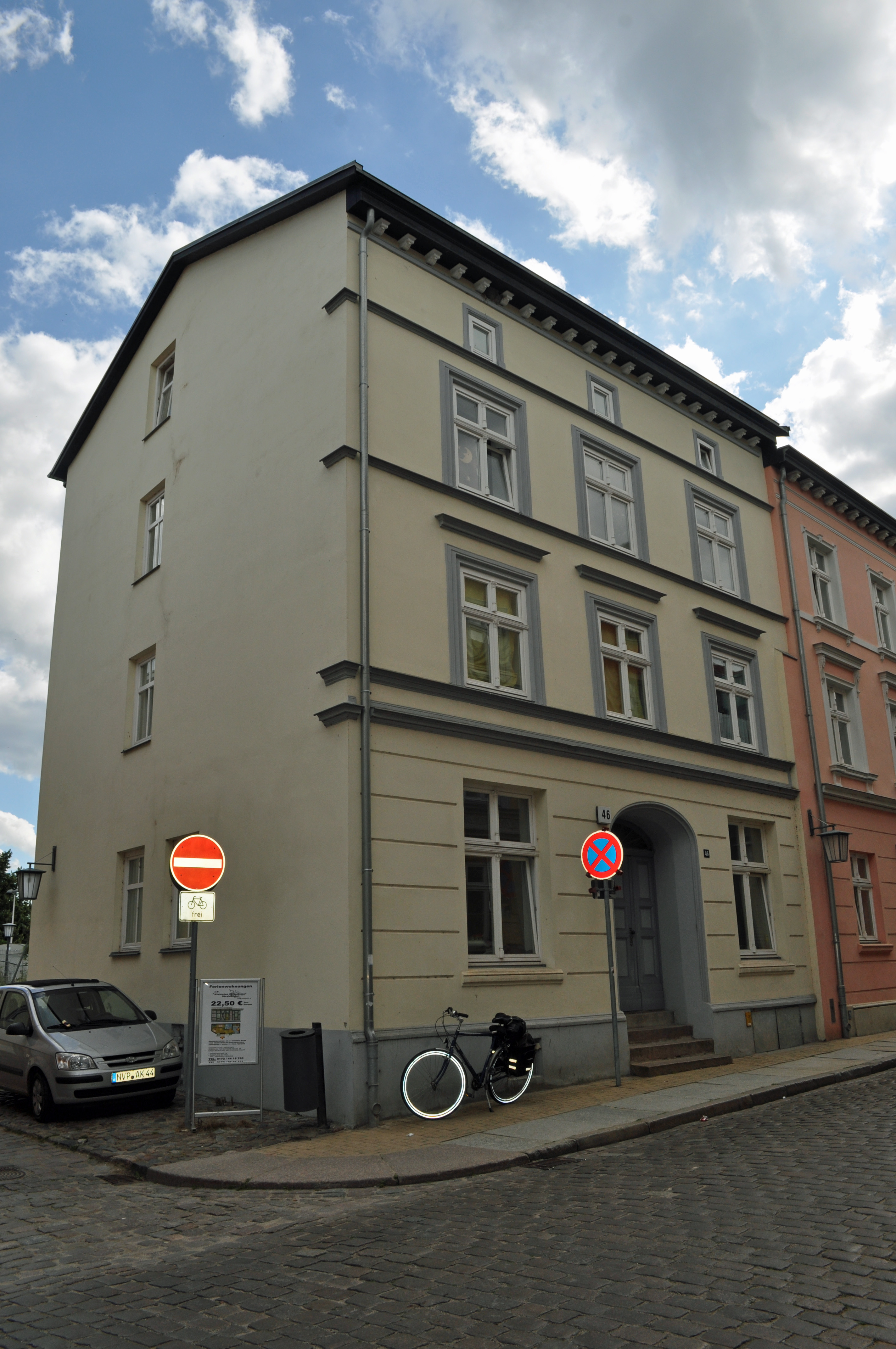
Das Haus Frankenstraße 46 Stralsund (2011)

Das Haus mit der postalischen Adresse Frankenstraße 46 ist ein unter Denkmalschutz stehendes Gebäude in der Frankenstraße in Stralsund, an der Ecke zur Badstüberstraße.
Der dreigeschossige Putzbau wurde am Ende des 18. Jahrhunderts als zweigeschossiges Traufenhaus errichtet. Im Jahr 1873 wurde ein Geschoss aufgesetzt. Dabei wurde auch die Fassade umgestaltet.
Das Erdgeschoss ist mit Putznutung gestaltet. In der mittleren der drei Achsen ist eine  korbbogige Portalnische angeordnet. Die geschnitzte Haustür stammt vom Anfang des 19. Jahrhunderts.
Das Haus liegt im Kerngebiet des von der UNESCO als Weltkulturerbe anerkannten Stadtgebietes des Kulturgutes „Historische Altstädte Stralsund und Wismar“. In die Liste der Baudenkmale in Stralsund aus dem Jahr 1997 ist es mit der Nummer 241 eingetragen.